# Sequoyah

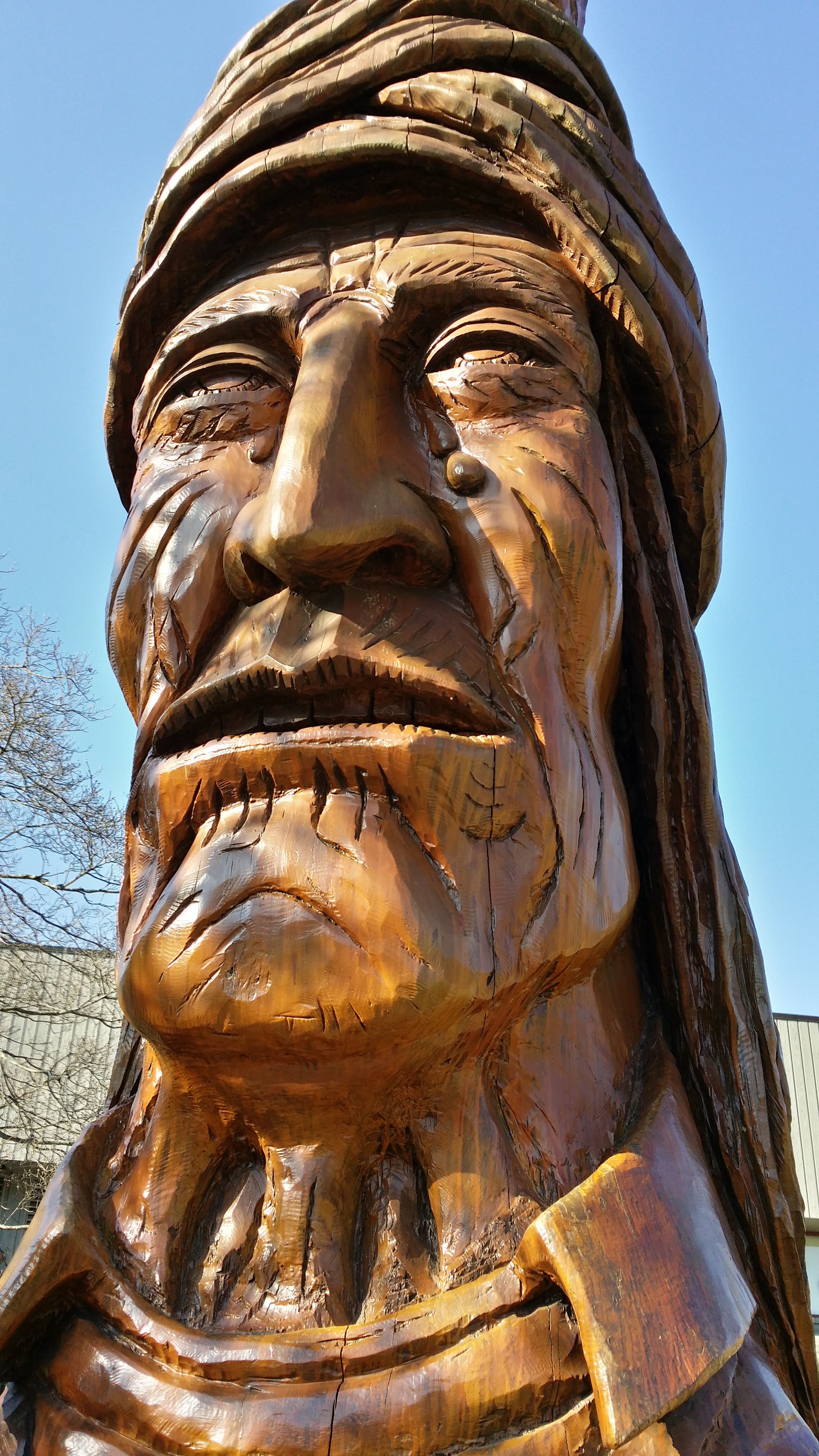
Sequoyah Memorial, enfrente del Museo de Cherokee, en Carolina del Norte.

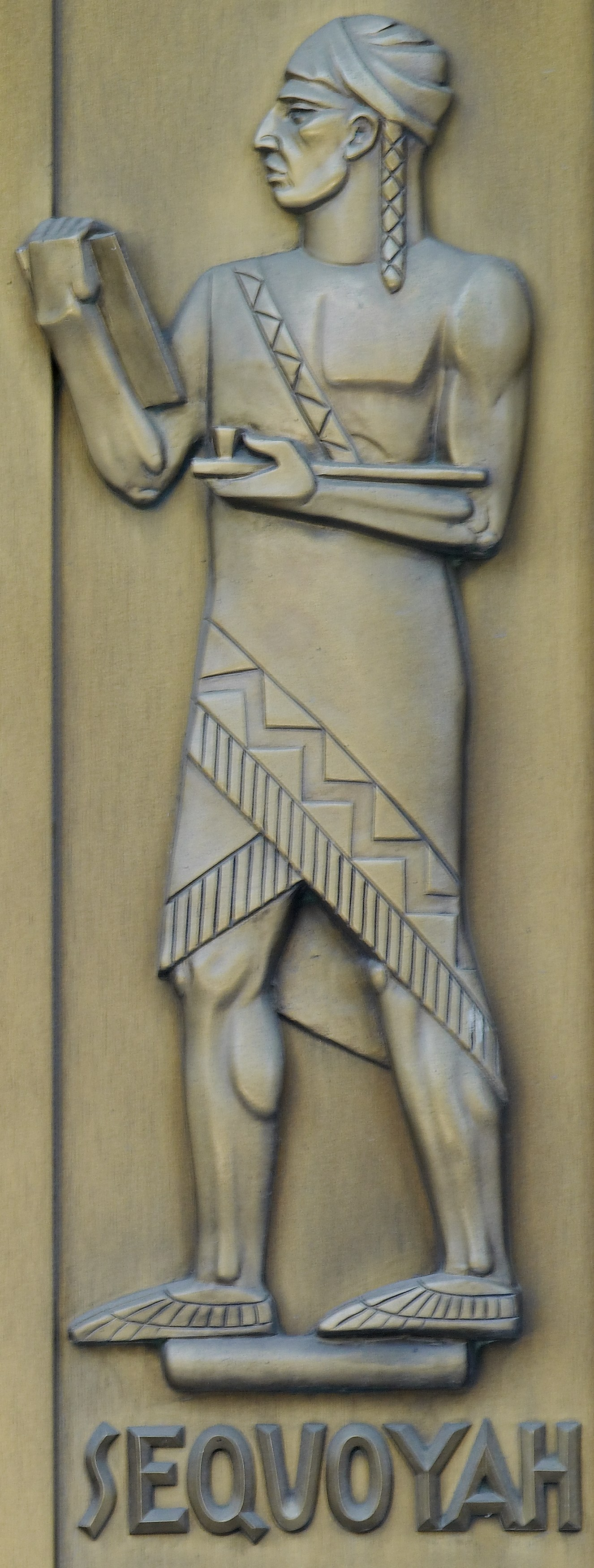
Figura esculpida en bronce de Sequoyah, por Lee Lawrie.

Sequoyah (escrito ᏍᏏᏉᏯ en cheroqui) (alrededor de 1767 - julio o agosto de 1843), también conocido como George Guess, Guest o Gist, fue un platero cheroqui (en inglés cherokee) que inventó el silabario cheroqui.

## Nacimiento y primeros años
Se desconocen el lugar y fecha exactos del nacimiento de Sequoyah, ya que no existen registros que lo acrediten. Las conjeturas de los historiadores sitúan el momento entre 1760 y 1776. Respecto a la ubicación, se ha atribuido a diferentes estados de los Estados Unidos: Tennessee, Georgia, Carolina del Norte, Alabama o Carolina del Sur. James Mooney, prominente antropólogo e historiador del pueblo cheroqui, cita a un primo que dice que Sequoyah y su madre pasaron los primeros años de la infancia del pequeño en Tuskegee, Tennessee.
Se cree que el siguiente nombre Sequoyah o Sikwâ'yǐ proviene de la palabra cheroqui Sikwă, que significa cerdo. Es posible que se trate de una referencia a alguna deformidad o herida que dejó tullido a Sequoyah en la niñez o con posterioridad. Los estudiosos están de acuerdo en el hecho de que Sequoyah padecía algún tipo de tara, aunque la razón se desconoce con certeza.
También se desconoce quién fue el padre de Sequoyah. Tanto él como su madre fueron abandonados por el mismo. Sequoyah no hablaba inglés. En algún momento anterior 1809, Sequoyah se trasladó al valle de Wills Wills Valley, en Alabama. Allí comenzó su oficio de platero.

## «Hojas que hablan» y el silabario

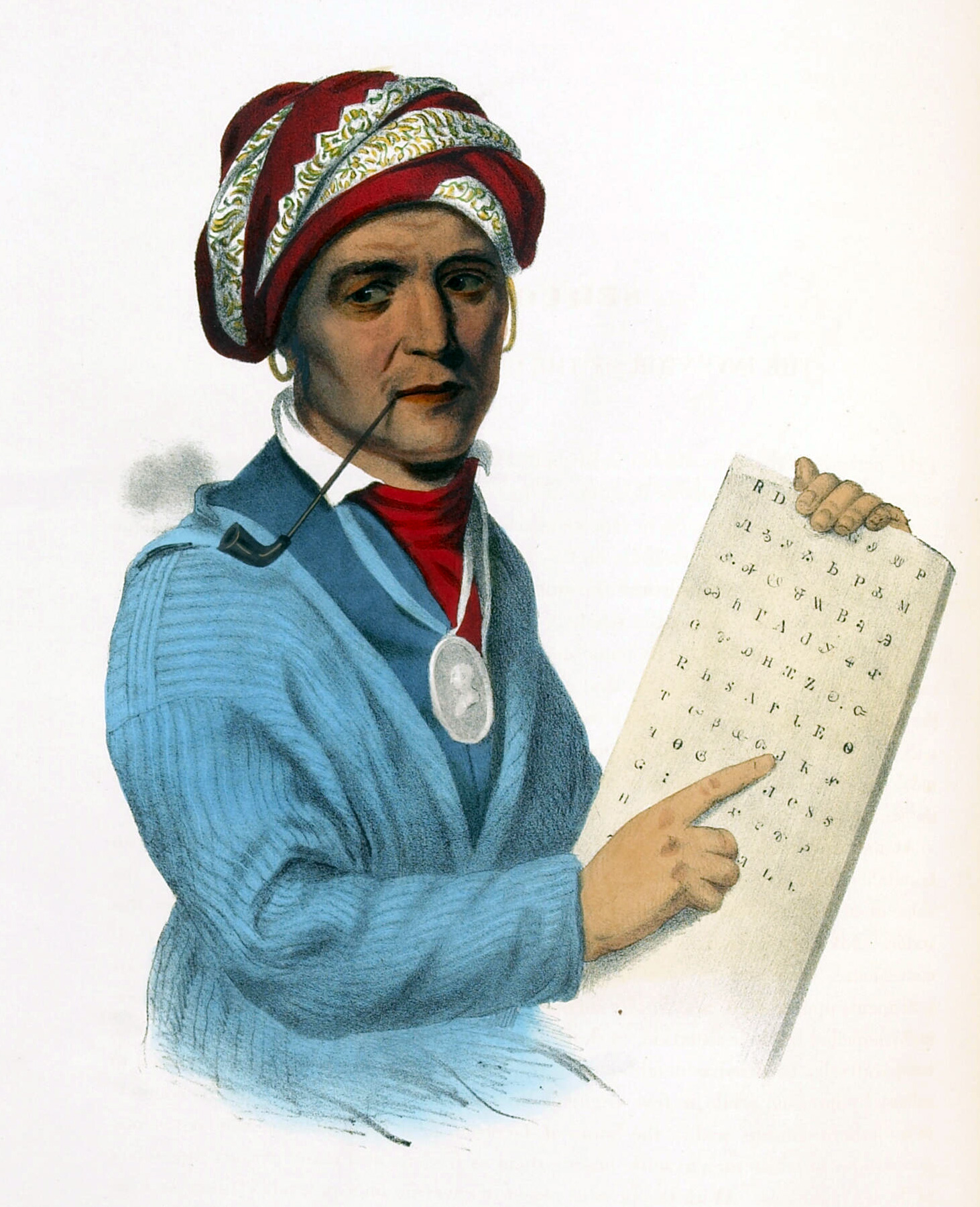
Sequoyah con una tabla del sistema de escritura cheroqui.

Como platero, Sequoyah trataba con regularidad con blancos que se habían asentado en la zona. Los otros indios estaban impresionados por la escritura, a la que se referían como «hojas que hablan». Alrededor de 1809, Sequoyah comenzó a crear un sistema de escritura para la lengua cheroqui. Tras intentar crear un carácter para cada palabra, Sequoyah decidió dividir cada palabra en sílabas y crear un carácter para cada una. Utilizando el alfabeto romano y posiblemente el alfabeto cirílico, creó 85 caracteres para representar las sílabas. Completar este trabajo le costó doce años.
Existían dudas entre los cheroquis respecto de la valía del alfabeto. Para probar su utilidad, Sequoyah enseñó a su hija Ah-yo-ka a leer y escribir en cheroqui. Tras maravillar a los locales con su nueva escritura, Sequoyah intentó mostrar su obra a un brujo, que lo rechazó a causa de los malos espíritus. Finalmente, lo mostró a unos guerreros de la tribu Chickamauga. La noticia de la existencia del silabario se extendió y los cheroqui comenzaron a aprender el nuevo sistema. En 1823 el silabario ya se utilizaba completamente The Cherokee Nation. Fue convertido en lengua oficial de la nación cheroqui en 1825.

## Vida en Arkansas y el oeste
Después de que su silabario fuera aceptado por la nación en 1825, Sequoyah se trasladó al nuevo territorio cheroquí en Arkansas. Allí se estableció como herrero. Continuó enseñando su silabario a quienes se lo pedían. En 1828, Sequoyah viajó a Washington D. C. como parte de una delegación para firmar un tratado territorial para Oklahoma. 
Este viaje le sirvió para contactar con representantes de otras tribus de indios norteamericanos. Tras estos encuentros decidió crear un silabario de uso universal para todas las tribus. Con esta idea, Sequoyah viajó a los actuales Arizona y Nuevo México en busca de tribus. 
Su sueño era ver a la dividida nación cheroqui Cherokee Nation unida de nuevo. Murió en el verano de 1843 en un viaje en busca de unos cheroquis que se habían desplazado a México.

## El nombre Sequoyah
- El nombre del distrito donde Sequoyah vivió en Oklahoma se cambió por el de Sequoyah District en 1851. Cuando Oklahoma fue admitida en la Unión, esa zona pasó a conocerse como Condado de Sequoyah (Sequoyah County).
- Se propuso un Estado de Sequoyah nombrado en su honor, cuyo territorio se integró en el nuevo estado de Oklahoma.
- Poco después de su muerte, se acuñó el nombre del árbol llamado secuoya.